# Matthew McLean
Matthew McLean, detto Matt (Cleveland, 13 maggio 1988) è un nuotatore statunitense.

## Carriera
Fortemente specializzato nelle staffette, ha vinto diverse medaglie d'oro in svariate competizioni tra cui i Giochi olimpici, competendo nella 4x200m stile libero, a Londra 2012.

## Palmarès
- Giochi olimpici

Londra 2012: oro nella 4x200m sl.
- Mondiali

Barcellona 2013: oro nella 4x200m sl.
- Mondiali in vasca corta

Istanbul 2012: oro nella 4x200m sl.
Doha 2014: oro nella 4x200m sl.
- Giochi PanPacifici

Gold Coast 2014: oro nella 4x200m sl.
- Universiadi

Shenzhen 2011: oro nei 200m sl e nella 4x200m sl.